# Chilenius tabulifrons
Chilenius tabulifrons is een keversoort uit de familie boorkevers (Bostrichidae). De wetenschappelijke naam van de soort is voor het eerst geldig gepubliceerd in 1935 door Lesne.
De soort is endemisch in Chili.